# Льюис (округ, Нью-Йорк)
Округ Льюис (англ. Lewis County) — округ штата Нью-Йорк, США. Население округа на 2000 год составляло 26944 человек. Административный центр округа — деревня Лаувилл.

## История
Округ Льюис основан в 1805 году. Источник образования округа Льюис: округ Онайда.

## География
Округ занимает площадь 3341,1 км2.

## Демография
Согласно переписи населения 2000 года, в округе Льюис проживало 26944 человек. По оценке Бюро переписи населения США, к 2009 году население уменьшилось на 2.9%, до 26157 человек. Плотность населения составляла 7.8 человек на квадратный километр.